# Chiesa di San Francesco di Paola (Parma)
La chiesa di San Francesco di Paola, detta dei Paolotti, è un luogo di culto cattolico sconsacrato dalle forme barocche, situato in strada Massimo D'Azeglio 85/A a Parma, nell'omonima provincia; insieme con l'annesso convento, è adibita a usi civili dal 1818.

## Storia

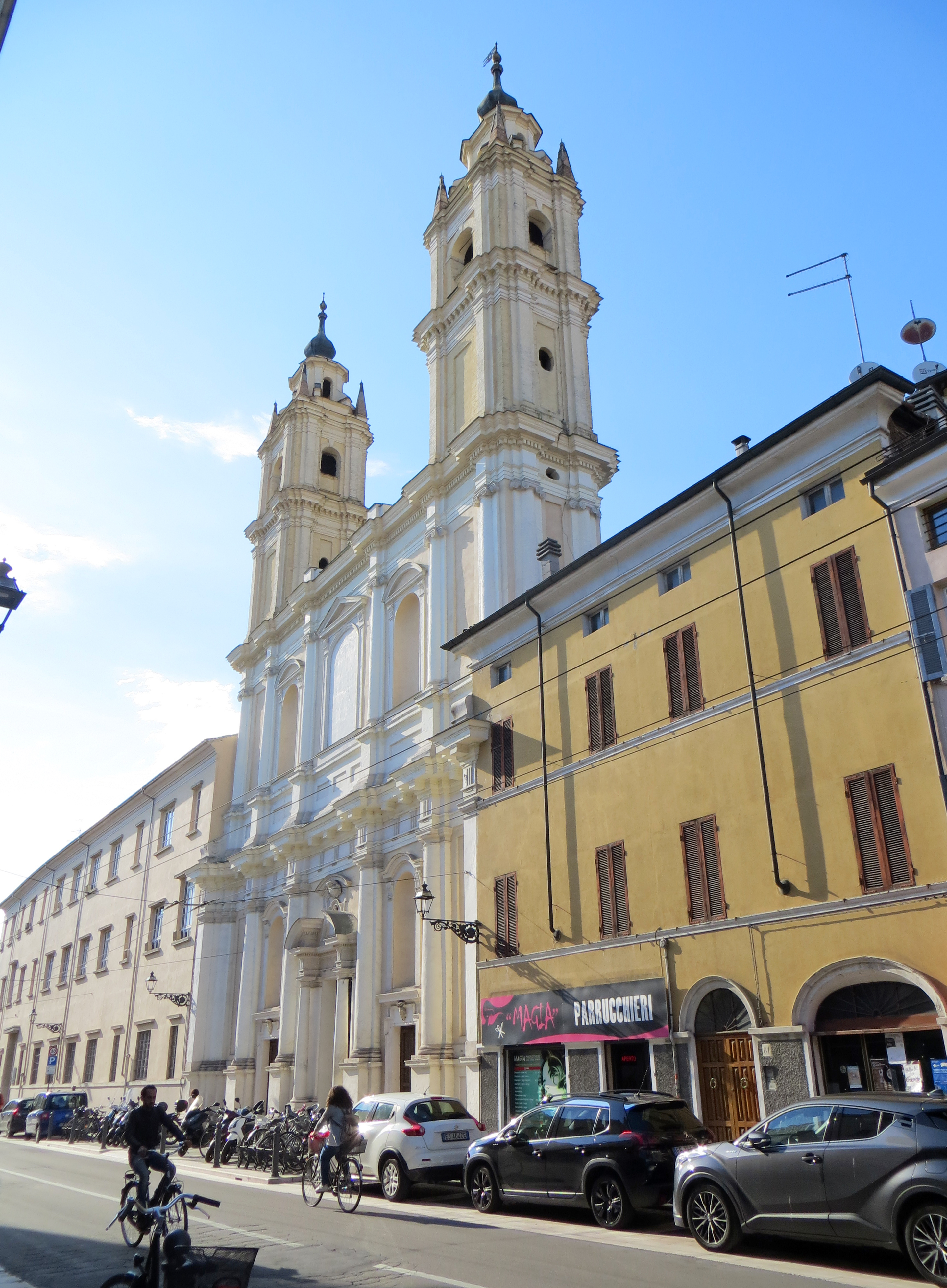
Facciata

La chiesa e l'ospedale dei gerosolimitani sorsero a Parma, non lontano dalla chiesa di Santa Croce, verso il 1224 con il titolo di precettoria di San Giovanni Battista.
Nel 1574, su invito del duca Ottavio Farnese, giunsero a Parma i frati minimi di san Francesco di Paola e la comunità si stabilì presso la precettoria: in cambio dell'ospitalità, i frati versavano al commendatore dei gerosolimitani un affitto di una libbra di cera bianca.
A partire dal 1581 i frati minimi (detti anche paolotti) acquistarono o ricevettero in dono alcuni edifici nella zona e nel 1625 li abbatterono per erigere un convento adatto alle loro necessità. I lavori terminarono nel 1637.
La facciata della chiesa, caratterizzata da due campanili gemelli (le torri dei paolotti), fu fatta costruire nel 1689 dal commendatore dei gerosolimitani, il conte Stefano Sanvitale, su disegno dell'architetto piacentino Carlo Virginio Draghi. La chiesa era a navata unica, con tre cappelle laterali per parte.
L'ordine dei minimi venne soppresso dal governo napoleonico nel 1810 e nel 1818 la duchessa Maria Luigia fece adibire il complesso a ospedale "de' pazzerelli": mantenne tale destinazione fino al 1872, quando il manicomio fu trasferito nell'ex reggia ducale di Colorno.
Nel 1900 nel convento fu creato l'ospedale pediatrico, uno dei primi in Italia, i cui reparti furono trasferiti presso l'ospedale maggiore nel 1927. Dal 1936 il convento ospita alcuni dipartimenti dell'università di Parma.